# SunTrap
SunTrap (werktitel: Woody) is een Britse sitcom. De eerste aflevering werd op 27 mei 2015 op BBC One uitgezonden. De serie gaat over undercoverjournalist Woody (gespeeld door Kayvan Novak), een meester in vermommingen die door zijn redactiechef wordt opgelicht en naar een Spaans eiland vlucht. Op het eiland werkt hij samen met Brutus (Bradley Walsh) om mysteries te ontrafelen.

## Rolverdeling
- Kayvan Novak als Woody
- Bradley Walsh als Brutus
- Emma Pierson als Melody
- Jamie Demetriou als Zorro

Gastacteurs
- Jack Dee als dierenarts Hewitt
- Keith Allen
- Simon Day
- Clive Swift